# Francek Mukič
Francek Mukič (madžarsko Mukics Ferenc), slovenski etnograf, zgodovinar, pisatelj, novinar, skladatelj, slavist na Madžarskem, 28. september 1952, Gornji Senik.

## Šolanje
Rodil se je očetu Juletu in materi Tereziji (roj. Čuk). Šolal se je v rudarski strokovni in srednji šoli. Diplomiral je 1978 iz slovenščine in novinarstva na Filozofski fakulteti Univerze v Ljubljani.

## Delo
Novinarsko delo je začel kot časnikar in urednik pri dnevniku Železne županije Vas Népe in madžarskem državnem radiu. Pozneje je postal urednik časopisa Porabje in radia Radio Monošter. Krajša prozna dela je objavil v Narodnem koledarju južnih Slovanov na Madžarskem in v Narodnih novinah. V 1980. se je aktivno posvetil publicističnemu, jezikoslovnemu, leksikografskemu in etnološkemu delu.
Skupaj s svojo soprogo Marijo Kozar je izdal knjigi Slovensko Porabje (1982) in Porabske pesmi (1994). Leta 2003 je sestavil etnografske učbenike za osnovne in srednje šole. Napisal je še madžarsko-slovenski frazeološki slovar (1993), slovensko jezikovno vadnico (1997) in monografijo o Avgustu Pavlu v madžarščini v sodelovanju z Bertalanom Székelyjem (1986).  Skupaj s svojim sinom Dušanom Mukičem je napisal zbirko pesmi Füčkaj, füčkaj fantiček moj (2001).
Napisal je dva romana v porabskem narečju prekmurske slovenščine Garaboncijaš (2005) in Vtrgnjene korenjé (2010). Njegovo delo je tudi trijezični Porabsko-knjižnoslovensko-madžarski slovar (2006).

## Priznanja
Leta 2006 je prejel madžarsko državno priznanje Za manjšine, leta 2015 nagrado Pro Cultura Minoritatum Hungariae, leta 2019 pa medaljo za zasluge Republike Slovenije.